# Filippo Tornabuoni

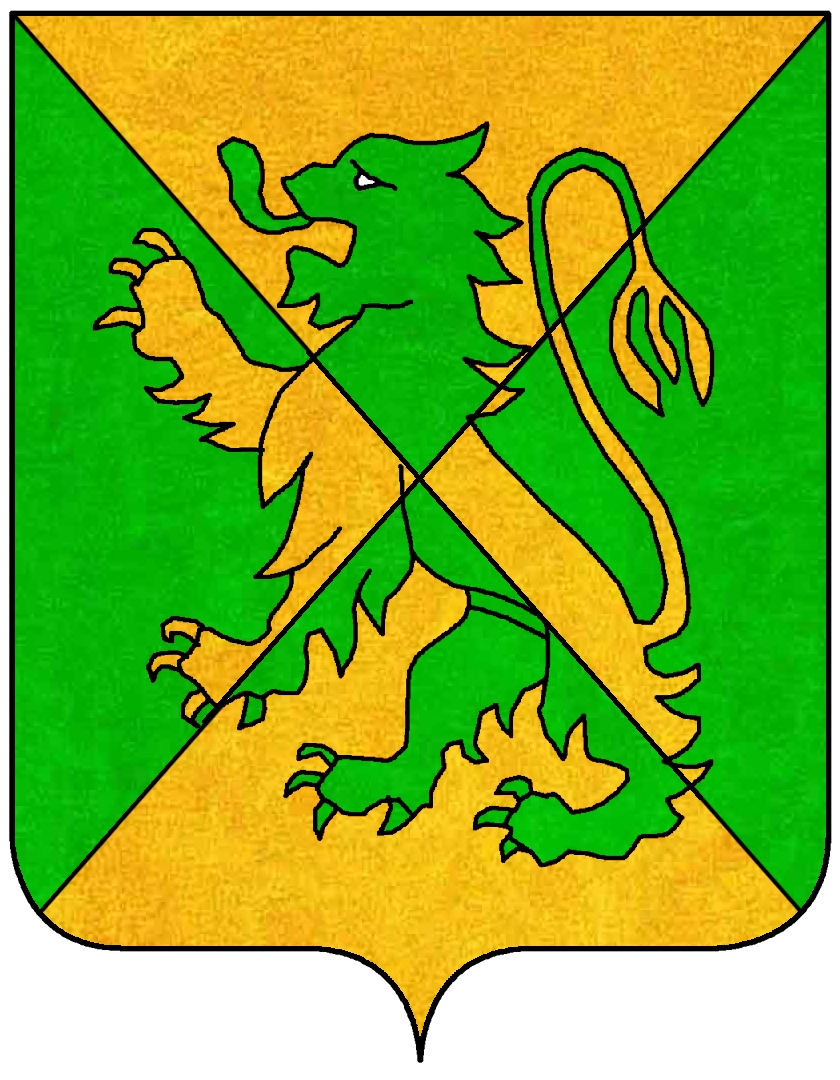
Stemma dei Tornabuoni

Filippo Tornabuoni (Firenze, 1529 – Sansepolcro, 2 novembre 1559) è stato un vescovo cattolico italiano.

## Biografia
Figlio di Donato Tornabuoni (1505-1587), figura di relativa importanza nella politica toscana del secolo, detentore di svariate cariche amministrative, e di Lucrezia Valori, fu canonico della cattedrale di Firenze dal 1545.
Il 1º ottobre 1557 divenne vescovo della diocesi di Sansepolcro, succedendo allo zio paterno Alfonso.
Il suo episcopato si inserisce nel capitolo della forte presenza dei Tornabuoni nella diocesi toscana durante il XVI secolo: fra i cinque vescovi regnanti fra il 1522 e il 1598, quattro furono Tornabuoni. 
Alla sua morte nel 1559 gli successe il fratello minore Niccolò.